# Carl Gottlieb Guttenberg

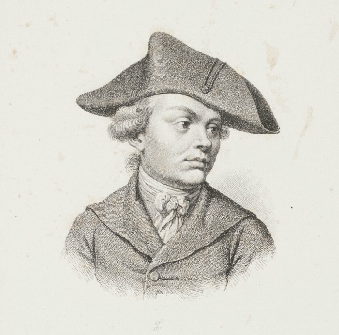
Carl Gottlieb Guttenberg

Carl Gottlieb Guttenberg (* 21. August 1743; † 1792) war ein deutscher Kupferstecher.

## Leben
Über Carl Gottlieb Guttenbergs Leben ist nicht viel bekannt. Er war ein Schüler Johann Georg Willes und sollte als zweiter Lehrer neben Johann Gotthard von Müller an dem Kupferstecherei-Institut, das Herzog Carl Eugen von Württemberg in Stuttgart einrichtete, lehren. Die Verhandlungen zogen sich aber hin; Guttenberg stellte die Forderungen, bei einem Gehalt von 1000 Livres pro Jahr nach eigenem Ermessen arbeiten zu können und keinen Forderungen des Herzogs nachkommen zu müssen. Obwohl diesen Wünschen entsprochen wurde, verlangte Guttenberg weitere Revisionen des Vertrags, der schließlich überhaupt nicht zustande kam.
Guttenberg, der mit „C. G. G.“ oder „C. G. Guttenb.“ signierte, hinterließ unter anderem eine Karikatur mit dem Titel The Tea Tax Tempest.

## The Tea Tax Tempest

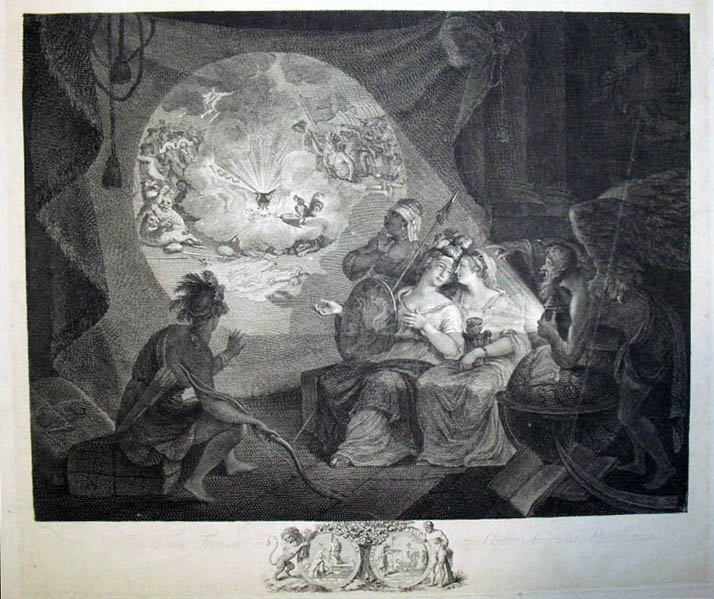
The Tea Tax Tempest or Old Time with His Magic Lantern

Dargestellt ist hier die geflügelte Figur des Vaters der Zeit. Dieser hält eine Laterna magica auf einem Globus im Gleichgewicht und projiziert ein Bild auf eine Leinwand oder einen Vorhang, in dessen Mittelpunkt ein dampfender Teekessel zu sehen ist. Dieser symbolisiert die amerikanische Revolution. Er kocht auf einem Feuer, das ein gallischer Hahn durch Flattern in Gang hält. Auf der einen Seite dieser Mittelszene befinden sich britische, auf der anderen Seite amerikanische Soldaten. Vater Zeit hat vier Zuschauer, die personifizierten Weltteile Amerika, Afrika, Europa und Asien. Ihnen erläutert er, was auf seinem Bild zu sehen ist.

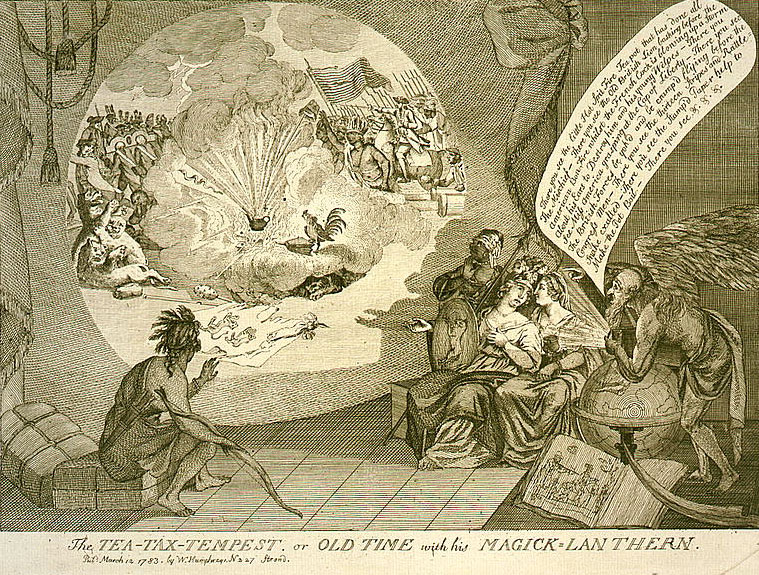
Weiterbearbeitung mit Sprechblase

Eine Weiterbearbeitung dieses Bildes aus dem Jahr 1783, die nicht von Guttenberg stammt, ist mit einer Sprechblase vor dem Mund des Vaters Zeit ausgestattet. Er erläutert die Szene mit dem Teekessel folgendermaßen: „There you see the little Hot Spit Fire Tea pot that has done all the Mischief - There you see the Old British Lion basking before the American Bon Fire whilst the French Cock is blowing up a storm about his Ears to Destroy him and his young Welpes - There you See Miss America grasping at the Cap of Liberty - There you see The British Forces be yok’d and be cramp’d flying before the Congress Men - There you see the thirteen Stripes and Rattle-Snake exalted - There you see the Stamp’d Paper help to make the Pot Boil -There you See &c &c &c.“

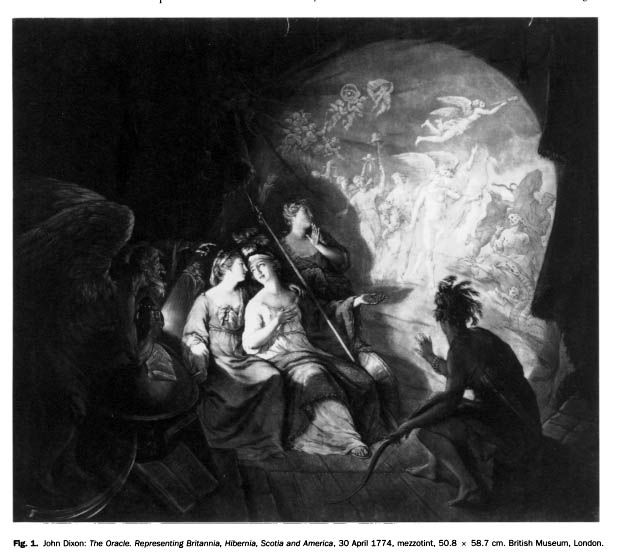
The Oracle von John Dixon

Guttenberg erfand die Szenerie nicht selbst, sondern adaptierte ein Werk von John Dixon aus dem Jahr 1774, das den Titel The Oracle trug. Dixon zeigte statt des Teekessels eine ländliche Idylle, die den Hoffnungen für ein friedliches Großbritannien Ausdruck verleihen sollte. Die Abwandlung, die Guttenberg Dixons Werk angedeihen ließ, ging möglicherweise auf eine Äußerung des Frederick North, 2. Earl of Guilford im Zusammenhang mit der Einführung der Tea Tax zurück, die zu den Gründen für den Ausbruch des Amerikanischen Unabhängigkeitskrieges gerechnet wird.

## Der Tod des Generals Wolfe
Ein weiteres Werk Guttenbergs, das ebenfalls die politischen Verhältnisse in Übersee zum Thema hatte, war Der Tod des Generals Wolfe in der Schlacht bei Québec. Dieser Stich geht auf ein Gemälde von Benjamin West zurück. Die Schlacht, in der Wolfe den Tod fand, wurde am 13. September 1759 im Rahmen des Siebenjährigen Krieges geschlagen. Briten und Amerikaner standen dabei Franzosen und Kanadiern gegenüber; der gegnerische General war der Marquis von Montcalm. General Wolfe trug mehrere Verletzungen davon, lehnte aber medizinische Versorgung ab. Kurz vor seinem Tod wies er einen Teil seiner Truppen an, den fliehenden Franzosen am St Charles River den Rückzug abzuschneiden. Diese Szene scheinen West und Guttenberg dargestellt zu haben.